# Gordes
Gordes è un comune francese di 1 699 abitanti situato nel dipartimento della Vaucluse della regione della Provenza-Alpi-Costa Azzurra.

## Monumenti e luoghi d'interesse

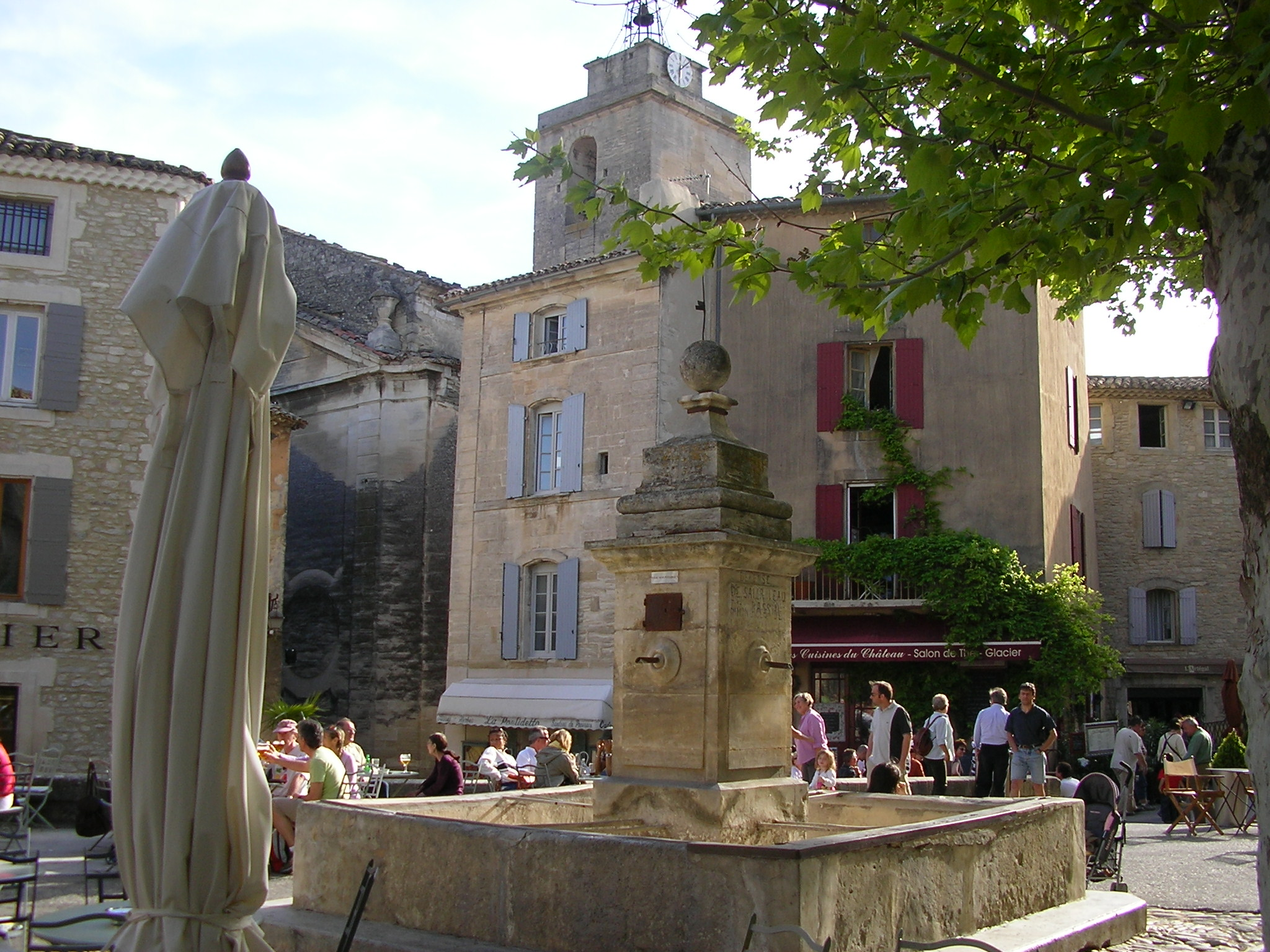
La piazza centrale

Arroccato su una collina, questo villaggio è considerato uno dei più belli di Francia, grazie ad un patrimonio incredibilmente ricco e interessante da un punto di vista architettonico, religioso e storico.
Vi si possono trovare l'abbazia di Sénanque, il castello costruito nell'XI secolo, tanti piccoli centri abitati antichi, alcuni mulini ad acqua ed a vento, nonché alcune centinaia di costruzioni fatte di pietre a secco, dette borie.
Sotto il nome di Village des bories esiste infatti, a 3 km a ovest di Gordes, un antico gruppo di queste costruzioni di pietra a secco a vocazione agricola.
Vi si trova anche il Museo del vetro colorato, che illustra la storia del vetro a partire dalla nascita in Mesopotamia attraverso le varie tecniche utilizzate nel corso della storia.

## Società

### Evoluzione demografica
Abitanti censiti

## Gastronomia
La gastronomia di Gordes e della Provenza è ricca di sapori unici e ingredienti locali di alta qualità. Tra le specialità più rinomate vi è l'olio d'oliva della Provenza, celebre per la sua qualità e utilizzato come ingrediente fondamentale in numerosi piatti della cucina locale. Le erbe di Provenza, una miscela aromatica che include rosmarino, timo e basilico, sono ampiamente utilizzate per insaporire molte preparazioni. La carne di agnello, spesso proveniente dai pascoli di Sisteron, è un'altra prelibatezza locale molto apprezzata, preparata in vari modi per esaltare i sapori tradizionali. Tra i dolci, la frutta candita di Apt rappresenta un tipico esempio di dolcezza provenzale, riflettendo la ricchezza dei frutti locali. Durante la stagione estiva, il melone di Cavaillon è molto ricercato per il suo sapore dolce e succoso. Infine, la lavanda, oltre a essere utilizzata per le sue proprietà aromatiche, viene anche impiegata in alcune preparazioni culinarie, conferendo un tocco distintivo e profumato a diversi dessert.